# Jurij Budanov
Jurij Dmitrievič Budanov (in russo Ю́рий Дми́триевич Буда́нов?; Charcyz'k, 24 novembre 1963 – Mosca, 10 giugno 2011) è stato un ufficiale e militare russo che partecipò alla prima e seconda guerra cecena come colonnello del 160º reggimento corazzato delle guardie e fu in seguito condannato per il rapimento e l'omicidio di Ėl'za Kungaeva in Cecenia.
Budanov fu un personaggio molto controverso in Russia: nonostante la condanna, Budanov ebbe un ampio sostegno da parte delle famiglie russe, secondo i sondaggi dell'opinione pubblica.. Allo stesso tempo, fu ampiamente odiato in Cecenia, anche dai ceceni filo-russi. Nel dicembre 2008, un tribunale dell'oblast' di Ul'janovsk, nel sud della Russia, accolse una richiesta di rilascio anticipato. Dopo otto anni di prigione (dei dieci anni di condanna), venne rilasciato sulla parola il 15 gennaio 2009.
Il 10 giugno 2011 Budanov fu ucciso a colpi di arma da fuoco a Mosca.

## Biografia
Budanov nacque nel 1963 a Charcyz'k, nella Repubblica Socialista Sovietica Ucraina. Si diplomò alla Scuola Militare dei Carri Armati di Charkiv e intraprese la carriera di ufficiale nell'esercito sovietico, in particolare prestando servizio presso la base sovietica (Gruppo delle forze del sud) in Ungheria.
Alla caduta dell'Unione Sovietica, Budanov prestava servizio in Bielorussia, ma rifiutò la cittadinanza bielorussa e fu trasferito al distretto militare siberiano, dove comandò il 160º reggimento carri armati della 5ª divisione carri armati delle guardie dal 1999 al 2001, e poi in Cecenia. Nel 1999 Budanov si diplomò all'Accademia militare delle forze corazzate Malinovskij, ottenendo il grado di colonnello della guardia.

### Guerra cecena
Come emerso durante il processo per omicidio condotto dal dottor Stuart Turner, Royal College of Psychiatrists di Londra, Budanov partecipò a un'operazione militare nella gola del fiume Argun nel gennaio 2000, dove più della metà degli ufficiali del suo reggimento furono uccisi, presumibilmente dal fuoco dei cecchini.
Nel febbraio 2000 andò a casa per una breve licenza: parlò con la sua famiglia dei militari uccisi nella gola del fiume Argun e mostrò le fotografie dei caduti. Apparve depresso e nervoso (dall'esperienza di Stuart Turner).

### L'omicidio di Ėl'za Kungaeva
Il padre di Ėl'za Kungaeva raccontò che Budanov era accampato con il suo reggimento di carri armati fuori dal villaggio di Tangi-Ču, nel distretto di Urus-Martanovskij della Repubblica cecena dal febbraio 2000. Si era guadagnato una famigerata reputazione tra gli abitanti del villaggio, per aver condotto perquisizioni arbitrarie e aver saccheggiato diverse case dieci giorni prima dell'omicidio.
Il 27 marzo 2000, le forze russe presero d'assalto la casa della famiglia Kungaev a Tangi-Ču. Budanov e tre soldati presero dalla casa Ėl'za Kungaeva (che si chiamava Cheda), la figlia maggiore, e la portarono via con un veicolo corazzato. Gli abitanti del villaggio si recarono poi nella vicina Urus-Martan per cercarla e un comandante federale disse che Kungaeva era stata violentata e uccisa da uomini ubriachi.
Dal 2001 al 2003, i tribunali russi processarono Budanov, accusato di rapimento, stupro e omicidio di Kungaeva. L'accusa di stupro fu successivamente ritirata, nonostante l'indicazione di un primo rapporto dell'autopsia. Budanov confessò l'omicidio, ma negò lo stupro (che nella cultura cecena può essere considerato più disonorevole dell'omicidio). Disse che stava interrogando Kungaeva nella sua tenda, credendo che fosse un cecchino che aveva sparato alle sue truppe, e che l'aveva uccisa in un impeto di rabbia dopo che lei lo aveva insultato.

## Accusa

### L'arresto
Budanov fu arrestato il 29 marzo 2000. Secondo la stampa, Budanov sostenne che Kungaeva era un sospetto cecchino e che si fosse infuriato mentre la interrogava. Il colonnello generale Anatolij Kvašnin, allora capo di stato maggiore delle forze armate della Federazione Russa, apparve alla televisione nazionale per annunciare al presidente Vladimir Putin e alla nazione l'arresto di Budanov nel macabro caso. Kvašnin denunciò il comportamento del colonnello come "barbaro e "vergognoso". In netto contrasto, il tenente generale Vladimir Šamanov, che era l'ufficiale in comando di Budanov, mostrò una forte simpatia nei suoi confronti. Dichiarò che Budanov era uno dei suoi migliori comandanti e lanciò questa sfida: "Ai nemici [di Budanov] dico: non mettete le zampe sull'immagine di un soldato e ufficiale russo".
I ribelli ceceni si offrirono di scambiare nove prigionieri della polizia speciale dell'OMON con Budanov.  Dopo che la parte russa rifiutò l'offerta, i prigionieri furono giustiziati la mattina del 4 aprile 2000.

### Gli addebiti
In relazione al caso Kungaeva, Budanov fu accusato di tre reati: rapimento con conseguente morte, abuso d'ufficio accompagnato da violenza con gravi conseguenze e omicidio di un rapito. Nessuna accusa venne avanzata espressamente per le percosse e le torture subite da Kungaeva prima della sua morte. Fu invece accusato di aver picchiato un ufficiale subordinato, di aver minacciato con un'arma ufficiali superiori e di altri crimini.
Budanov usò la sua posizione di ufficiale e un veicolo da combattimento per allontanare Kungaeva da casa sua e detenne Kungaeva in un'installazione militare; fu quindi accusato di aver oltrepassato il suo incarico con violenza che ebbe gravi conseguenze, punibile con la reclusione da tre a dieci anni (articolo 286, comma 3, del codice penale).
Il medico legale, un capitano del servizio medico militare russo, trovò tre lacerazioni nell'imene della donna e una nella mucosa del retto; il rapporto concluse che era stata penetrata da un oggetto contundente prima della morte. Tre dei subordinati di Budanov, i sergenti Li En Shou e Grigor'ev e un soldato Egorev, furono ritenuti responsabili. Le accuse contro tutti e tre furono simultaneamente presentate e ritirate ai sensi della legge di amnistia del 26 maggio 2000.

### Il processo
Il processo iniziò il 9 aprile 2003 a Rostov sul Don. Il procedimento giudiziario contro Budanov, che subì diversi altri processi, durò complessivamente 2 anni e 3 mesi. 
Tra i testimoni ci fu Jachjaev, l'uomo dell'amministrazione comunale, che secondo Budanov gli aveva consegnato la foto raffigurante i cecchini ceceni. Tuttavia, Jachjaev disse di non aver dato alcuna immagine del genere a Budanov. Il generale Šamanov andò a difendere Budanov durante il processo. Espresse la sua solidarietà all'imputato, così come il colonnello generale Gennadij Trošev e numerosi altri soldati e civili russi che picchettarono la Corte. Secondo un sondaggio, il 50% dei russi interpellati sostenne le richieste dei manifestanti di liberare il colonnello Budanov dal carcere; il 19% non sostenne invece queste richieste.
Con una decisione controversa, Budanov fu inizialmente dichiarato non colpevole a causa di temporanea infermità mentale il 31 dicembre 2002 e rinchiuso in un ospedale psichiatrico per ulteriori valutazioni e la durata del trattamento sarebbe stata decisa dal suo medico. Tuttavia, all'inizio di marzo 2003, la Corte Suprema invalidò la sentenza e ordinò un nuovo processo. Ciò è avvenuto nello stesso luogo, ma con un nuovo giudice. La condanna a 10 anni di reclusione fu pronunciata il 25 luglio 2003.
Lo stesso giudice che condannò Budanov, Vladimir Bukreev, fu poi riconosciuto colpevole di aver accettato tangenti e fu condannato a 10 anni di reclusione il 6 luglio 2009.

## In prigione e il rilascio
Il 21 settembre 2004, Šamanov, in seguito governatore regionale di Ul'janovsk, firmò la grazia per Budanov. Interfax citò il capo della commissione per la grazia di Ul'janovsk, Anatolij Žerebcov, il quale affermò: se Putin avesse appoggiato la raccomandazione, anche Budanov avrebbe riacquistato il grado militare e i riconoscimenti.
La decisione della commissione suscitò indignazione in Cecenia. "Che sia in prigione o liberato, Budanov rimarrà una persona che ha commesso un grave crimine, che ha tolto la vita a una ragazza innocente", dichiarò a Interfax Taus Džabrailov, il capo del parlamento ceceno. Ramzan Kadyrov affermò: "La decisione della commissione di Ul'janovsk è come sputare sull'anima del popolo ceceno che soffre da tempo". Kadyrov disse anche che "se qualcuno degli amici di Ėl'za incontrasse [Budanov], non voglio prevedere come si comporterebbe. Il popolo ceceno non lo considera un essere umano e, come criminale di guerra, non merita esserlo. Uno potrebbe essere in grado di perdonare in una certa misura il suo crimine se avesse ucciso un uomo. Ma aggredire sessualmente una ragazza non può essere perdonato. È indegno di disprezzo. Ha gettato vergogna sul Ministero della Difesa della Federazione Russa".
Nel febbraio 2006, un funzionario carcerario russo annunciò che Budanov, che stava scontando la sua condanna a 10 anni, avrebbe potuto essere rilasciato anticipatamente per buona condotta. La sezione regionale cecena del partito Russia Unita si rivolse alla Duma di Stato e al presidente russo con la richiesta di non concedere l'amnistia a Budanov. Nello stesso mese Budanov fu trasferito dalla colonia penale rigida a una colonia normale, su petizione dell'avvocato di Budanov, con il resoconto della buona condotta.
Il 24 dicembre 2008 un tribunale gli concesse la libertà condizionale. Questo fu il quinto tentativo da parte degli avvocati di Budanov di ottenergli il rilascio sulla parola. Prima di quella, quattro domande erano state respinte. Gli avvocati della vittima fecero appello per annullare la decisione (e quindi il ritardo nella scarcerazione), senza successo. Budanov venne rilasciato il 15 gennaio 2009, 15 mesi prima del termine della condanna.  La decisione fu contestata dal difensore civico per i diritti umani della Cecenia, Nurdi Nuchažiev, che accusò i giudici russi di "doppi standard" nei confronti di russi e ceceni.
L'avvocato della famiglia Kungaeva, Stanislav Markelov, che aveva tentato un appello all'ultimo minuto contro il rilascio di Budanov, fu ucciso a colpi di arma da fuoco a Mosca il 19 gennaio 2009 insieme ad Anastasija Baburova, una giornalista di 25 anni della Novaja Gazeta.

## L'assassinio
Jurij Budanov fu assassinato intorno alle 11:30 del 10 giugno 2011 nel centro di Mosca (Hamovniki, Komsomol'skij prospekt). Furono sparati sei colpi col silenziatore, quattro dei quali colpirono Budanov alla testa. L'assassino fuggì a bordo di un'auto guidata da un complice. L'auto venne trovata parzialmente bruciata a diversi isolati di distanza. Una pistola, un PM Makarov, fu trovata con un silenziatore all'interno dell'auto. La moglie di Budanov assistette all'assassinio e fu trattenuta dalle autorità russe. Gli investigatori della polizia russa commentarono che l'attacco era stato pianificato attentamente e considerarono la vendetta di sangue come uno dei motivi più probabili. Un testimone dell'omicidio descrisse l'autista dell'auto da cui furono sparati i sei colpi come di aspetto slavo.
Al suo funerale parteciparono leader di destra come Vladimir Žirinovskij e inclusero un saluto con tre colpi di pistola. La polizia di Mosca effettuò una dozzina di arresti, subito prima di chiudere alla stampa la maggior parte delle indagini.
Il 7 maggio 2013, Jusup Temerchanov fu giudicato colpevole dall'omicidio di Budanov e condannato a 15 anni di reclusione. Secondo le indagini, il movente di Temerchanov era la vendetta per suo padre, ucciso nel 2000 durante la seconda guerra cecena. L'avvocato difensore di Temerchanov, Murad Musaev, venne poi accusato di aver tentato di corrompere due membri della giuria per dichiarare il suo cliente non colpevole. Le accuse contro Musaev furono ritirate nel febbraio 2015 per prescrizione.
Due membri della giuria, Diana Lomonosova e Vitalij Pronin, furono in seguito accusati di aver accettato quella tangente di 6.000.000 di rubli. Pronin si dichiarò colpevole delle accuse durante il processo. Lomonosova fu amnistiata il 28 aprile 2015 perché aveva più di 50 anni. Pronin venne condannato a un anno con sospensione della pena e immediatamente amnistiato il 5 maggio 2015.
Temerchanov negò qualsiasi coinvolgimento e si dichiarò non colpevole. Morì mentre scontava la pena in una colonia penale in Siberia nell'agosto 2018. Il presidente della Cecenia Ramzan Kadyrov affermò che Temerchanov era stato processato e imprigionato illegalmente a causa dei pregiudizi anti-ceceni delle forze dell'ordine russe.